# Silvia Santelices
Silvia Elena Santelices Rojas (Santiago, 27 de junio de 1940) es una actriz y directora chilena de teatro, cine y televisión, pionera en las telenovelas de su país.

## Carrera
En 1960 ingresó a estudiar actuación teatral en la Academia de Arte Dramático de la Pontificia Universidad Católica de Chile (PUC). Egresó como actriz en 1963 y, obtuvo su título en noviembre de 2024. Siendo aún estudiante, se integró a la naciente área dramática de la estación televisiva de su alma mater, Canal 13, donde inicialmente participó en teleteatros dirigidos por Hugo Miller.
En 1967 fue parte del elenco de la primera teleserie realizada en Chile, Los días jóvenes, en la cual compartió pantalla con actores como Mirella Latorre, Mario Rodríguez y Leonardo Perucci.
En febrero y marzo de 1971 fue parte del elenco del Tren Popular de la Cultura, y en junio del mismo año reemplazó a Rose Marie Graepp en la lectura del informativo Teletrece junto a Pepe Guixé. Entre 1973 y 1978 vivió en Venezuela, regresando en este último año a Chile para trabajar en teatro.
Durante las décadas de 1980 y 1990 participó en numerosas telenovelas de Canal 13 y TVN, destacando entre ellas, La madrastra (1981), Los títeres (1984) y Fuera de control (1999). También encarnó a Lucía Solar, madre de Santa Teresa de los Andes (interpretada por Paulina Urrutia) en la miniserie Teresa de los Andes (1989) de TVN.
Luego de años de ausencia en televisión, en 2005 participó en la teleserie Brujas, y ha integrado otras producciones dramáticas como Papi Ricky y 20añero a los 40.
Es recordada por tener una gran presencia escénica, su voz pastosa característica y su gran fuerza interpretativa. Desde fines de al década de 1990 vive en la ciudad de Rancagua, donde forma parte de la Compañía de Teatro Casa del Arte de Rancagua.

## Carrera política
En la década de 1970 fue simpatizante de la Unidad Popular. El golpe de Estado de 1973 la sorprendió en Venezuela, donde se exilió por cinco años. Volvió al país el año 1978.
Fue elegida concejal de Rancagua en las elecciones municipales del año 2008 en representación del Partido Socialista. En las elecciones municipales de 2012 volvió a lograr un sillón en el Concejo Municipal de Rancagua, logrando 4533 votos, correspondientes al 6,38%, obteniendo la tercera mayoría comunal.

## Legado
El 28 de diciembre de 2024, el Centro Cultural Casa del Arte de Rancagua nombró su sala de teatro como "Sala Silvia Santelices" en reconocimiento a la significativa contribución cultural de la actriz a la comuna.

## Filmografía
| Año  | Título                                      | Papel               | Director         |
| ---- | ------------------------------------------- | ------------------- | ---------------- |
| 1979 | País portátil                               | Ernestina Barazarte | Iván Feo         |
| 1994 | Hasta en las mejores familias               | Amanda              | Gustavo Letelier |
| 2013 | Vacaciones en familia                       | Luisa               | Ricardo Carrasco |
| 2015 | Hecho bolsa                                 |                     | Felipe Izquierdo |
| 2024 | Hasta en las mejores familias, restauración | Amanda              | Gustavo Letelier |

## Televisión
| Año  | Título                  | Papel                          | Ref.                |
| ---- | ----------------------- | ------------------------------ | ------------------- |
| 1967 | Los días jóvenes        | Ignacia Duarte                 | Canal 13            |
| 1967 | Amalia                  | Magnolia Rosas                 | Canal 13            |
| 1968 | El socio                | Loreto                         | Canal 13            |
| 1981 | La madrastra            | Felisa Morán                   | Canal 13            |
| 1982 | De cara al mañana       | Isabel Valverde                | Televisión Nacional |
| 1982 | Alguien por quien vivir | Cecilia Sonnenberg             | Canal 13            |
| 1983 | La noche del cobarde    | Estela Diez                    | Canal 13            |
| 1984 | Los títeres             | Eva Müller                     | Canal 13            |
| 1985 | Morir de amor           | Lía Narváez / Leonora Di Lauro | Televisión Nacional |
| 1986 | La Villa                | Ximena Larralde                | Televisión Nacional |
| 1988 | Vivir así               | Clara Argüello                 | Canal 13            |
| 1989 | A la sombra del ángel   | Eliana Riesling                | Televisión Nacional |
| 1990 | El milagro de vivir     | Silvia Amenábar                | Televisión Nacional |
| 1991 | Volver a empezar        | Adriana Lamarca                | Televisión Nacional |
| 1993 | Doble juego             | Dolores Alzavía                | Canal 13            |
| 1995 | Juegos de fuego         | Gloria Saint Jean              | Televisión Nacional |
| 1996 | Loca piel               | Irene Claro                    | Televisión Nacional |
| 1999 | Fuera de control        | Kimberly Seymour               | Canal 13            |
| 2005 | Brujas                  | Rebeca Márquez                 | Canal 13            |
| 2007 | Papi Ricky              | Matilde Olazábal               | Canal 13            |
| 2012 | Pobre Rico              | Sara García-Huidobro           | Televisión Nacional |
| 2012 | Reserva de familia      | Amelia Gumucio                 | Televisión Nacional |
| 2013 | Soltera otra vez 2      | Nelly Barros                   | Canal 13            |
| 2013 | Mamá mechona            | María                          | Canal 13            |
| 2014 | Las Dos Carolinas       | Teresa Recabarren              | Chilevisión         |
| 2015 | Veinteañero a los 40    | Ester Lynch                    | Canal 13            |

| Año  | Título                               | Papel           | Ref.               |
| ---- | ------------------------------------ | --------------- | ------------------ |
| 1967 | Esa mujer eres tú                    | Lucila          |                    |
| 1970 | Martín Rivas                         | Leonor Encina   |                    |
| 1971 | Cuarteto para instrumentos de muerte | Natalia Klavitz |                    |
| 1979 | Martín Rivas                         | Adelaida Molina |                    |
| 1989 | Teresa de Los Andes                  | Lucía Solar     |                    |
| 2005 | La nany                              | Yolanda Tapia   |                    |
| 2007 | Hotel para dos                       | Asunción Plaza  | Episodio: La venta |
| 2015 | Los años dorados                     | Josefina        | [ 19 ]             |

#### Programas
- 1963-1964: Antología del cuento (Canal 13)
- 1964: Teleteatro histórico (Canal 13)

## Revistas
- 1962 - La realidad de un sueño (fotonovela de revista Cine Amor)
- 1964 - Mi adorable suicida (fotonovela de revista Cine Amor)
- 1967 - Cinco destinos (fotonovela de revista Marcela)
- 1967 - El destino hace justicia (fotonovela de revista Cine Amor)
- 1968 - Un libro, un árbol un hijo (fotonovela de revista Cine Amor)
- 1968 - Domingo de verano (fotonovela de revista Cine Amor)

## Premios y nominaciones
Sweden Film Festival
| Año  | Categoría    | Título                                      | Resultado | Ref. |
| ---- | ------------ | ------------------------------------------- | --------- | ---- |
| 2024 | Mejor actriz | Hasta en las mejores familias, restauración | Ganadora  |      |

Boden International Film Festival
| Año  | Categoría    | Título                                      | Resultado | Ref. |
| ---- | ------------ | ------------------------------------------- | --------- | ---- |
| 2024 | Mejor actriz | Hasta en las mejores familias, restauración | Ganadora  |      |

Premios Carmen
| Año  | Categoría             | Título                | Resultado | Ref.   |
| ---- | --------------------- | --------------------- | --------- | ------ |
| 2024 | Trayectoria artística | Trayectoria artística | Ganadora  | [ 20 ] |

Premios APES
| Año  | Categoría              | Título | Resultado | Ref. |
| ---- | ---------------------- | ------ | --------- | ---- |
| 2024 | Mejor actriz principal | Brujas | Nominada  |      |

## Historial electoral

### Elecciones municipales de 2012
- Elecciones municipales de 2012 a Concejales por Rancagua[10]

| Candidato                   | Partido | Votos  | Porcentaje % | Resultado |
| --------------------------- | ------- | ------ | ------------ | --------- |
| Domingo Pino Urra           | PRI     | 406    | 0,61%        |           |
| Amanda Crisosto Correa      | PRI     | 296    | 0,45%        |           |
| Ricardo Aguilar Cubillos    | IND PRI | 409    | 0,62%        |           |
| Pedro Antonio Arellano      | PRO     | 504    | 0,76%        |           |
| Alfredo Vera Núñez          | PRO     | 272    | 0,41%        |           |
| Carlos Araya Madrid         | PRO     | 183    | 0,27%        |           |
| Yorma Alcázar Narvaez       | IND PRO | 447    | 0,67%        |           |
| Claudio Sule Fernández      | IND PRO | 653    | 0,99%        |           |
| Jorge Carrasco Cornejo      | IND PRO | 172    | 0,26%        |           |
| Francisco Zamorano Valdivia | IND PRO | 155    | 0,23%        |           |
| Paola Zapata Fernández      | IND PRO | 238    | 0,36%        |           |
| Claudio Cerda Bravo         | INDPRO  | 446    | 0,67%        |           |
| Cecilia Villalobos Cartes   | PPD     | 1.682  | 2,55%        |           |
| Verónica Attón Bustamante   | PPD     | 807    | 1,22%        |           |
| Carlos Díaz Díaz            | PPD     | 615    | 0,93%        |           |
| Abimael Gómez Segura        | IND PPD | 422    | 0,64%        |           |
| Danilo Jorquera Vidal       | PCCh    | 3.054  | 4,64%        | Concejal  |
| Gonzalo Díaz Barrios        | PCCh    | 595    | 0,90%        |           |
| Ramón González Bustamante   | PCCh    | 928    | 1,41%        |           |
| Soledad González Vásquez    | PRSD    | 401    | 0,60%        |           |
| Daniel González Vera        | PRSD    | 449    | 0,68%        |           |
| Cristián Muñoz Méndez       | PRSD    | 322    | 0,48%        |           |
| Andrés Gonzalo Campos       | PDC     | 1.690  | 2,57%        |           |
| Adán Fuenzalida Cofré       | PDC     | 529    | 0,80%        |           |
| Mariluz Navarro Villarroel  | PDC     | 734    | 1,11%        |           |
| Gloria López López          | PDC     | 735    | 1,11%        |           |
| Juan Núñez Valenzuela       | PDC     | 1.863  | 2,83%        | Concejal  |
| Manuel Villagra Astorga     | PS      | 2.929  | 6,89%        |           |
| Silvia Santelices Rojas     | PS      | 4.533  | 6,89%        | Concejal  |
| Edison Ortíz González       | PS      | 2.387  | 3,63%        |           |
| Mirta Castro Parra          | PS      | 771    | 1,17%        |           |
| Juan Ramón Godoy Muñoz      | IND PS  | 3.395  | 5,16%        | Concejal  |
| Sandra Palma Álvarez        | PH      | 461    | 0,70%        |           |
| Rodrigo Bernal Reyes        | PH      | 169    | 0,25%        |           |
| Eric Vargas Pérez           | IND PH  | 140    | 0,21%        |           |
| Richard Martin Castro       | IND PH  | 126    | 0,19%        |           |
| Héctor Ramírez Guerrero     | IND PH  | 87     | 0,13%        |           |
| Orlando Espinoza Araneda    | IND PH  | 109    | 0,16%        |           |
| Juan Carlos Olmos Castro    | IND PH  | 536    | 0,81%        |           |
| Cristián Arce Bastías       | IND PH  | 194    | 0,29%        |           |
| Cristián Galdames Flores    | IND PH  | 182    | 0,27%        |           |
| Francisco López Aros        | IND PH  | 84     | 0,12%        |           |
| Ricardo Guzmán Millas       | UDI     | 3.225  | 4,90%        | Concejal  |
| Jorge Vásquez Miranda       | UDI     | 3.125  | 4,75%        | Concejal  |
| Arturo Jara Carrasco        | IND UDI | 5.214  | 7,93%        | Concejal  |
| Aníbal González Espinoza    | IND UDI | 3.025  | 4,60%        | Concejal  |
| Pamela Jadell Echague       | IND UDI | 10.268 | 15,61%       | Concejal  |
| Pedro Hernández Peñaloza    | RN      | 2.951  | 4,48%        | Concejal  |
| Fernando Miranda Silva      | RN      | 887    | 1,34%        |           |
| Saúl Aqueveque Pérez        | RN      | 561    | 0,85%        |           |
| Felipe Uribe Estela         | RN      | 901    | 1,37%        |           |
| Eduardo Cruz-Johnson        | IND RN  | 479    | 0,72%        |           |
| Blancos                     |         | 3.395  |              |           |
| Nulos                       |         | 2,154  |              |           |